# Тофан Віктор Васильович
Ві́ктор Васи́льович То́фан (22 липня 1939 — 2 січня 2013) — український тренер з велоспорту, майстер спорту, заслужений працівник фізичної культури УРСР, заслужений тренер України.

## Біографія
Народився 22 липня 1939 року в селі Воєводському Арбузинського району (сучасна Миколаївська область) в селянській родині. У 1955 році закінчив школу і вступив до школи ФЗУ в місті Миколаєві. Працював газоелектрозварювальником на Чорноморському суднобудівному заводі.
У 1959 році вступає до Мигіївського сільськогосподарського технікуму, де й починає зайняття велоспортом. Восени 1961 року на першості УРСР виконує норматив майстра спорту, зараховується до збірної СРСР.
Під час служби в лавах Збройних Сил СРСР перебував в спортивній роті, у 1963 році вступає на факультет фізичного виховання Кишинівського університету.
Після демобілізації разом з дружиною переїздить до міста Первомайська Миколаївської області, де починає працювати тренером з велоспорту Первомайської ДЮСШ.
Понад 40 років свого життя присвятив вихованню цілої плеяди велогонщиків міжнародного рівня.
16 січня 2009 року вийшов на пенсію з посади директора Первомайської ДЮСШ.
Помер 2 січня 2013 року

## Учні
За роки тренерської роботи В. В. Тофан виховав 42 майстрів спорту, серед яких заслужений майстер спорту Максим Поліщук, 16 майстрів спорту міжнародного класу, в тому числі: Юрій і Дмитро Кривцови, Валентин Лєсков, Валерія Величко та інші.

## Нагороди і почесні звання
- Майстер спорту
- Заслужений працівник фізичної культури УРСР
- Заслужений тренер України
- Почесний громадянин міста Первомайська[4].

Має численні грамоти і дипломи Міністерства освіти і науки України, обласного управління фізичного виховання і спорту, Первомайської міської ради.